# Kesälahti
Kesälahti (in svedese Kesälax) è stato un comune finlandese, avente 2326 abitanti al momento della soppressione della municipalità a fine 2012, situato nella regione della Carelia Settentrionale. Dal 1º gennaio 2013 è stato inglobato nella città di Kitee.